# 芸術科学都市
座標: 北緯39度27分16.30秒 西経0度21分01.31秒 / 北緯39.4545278度 西経0.3503639度

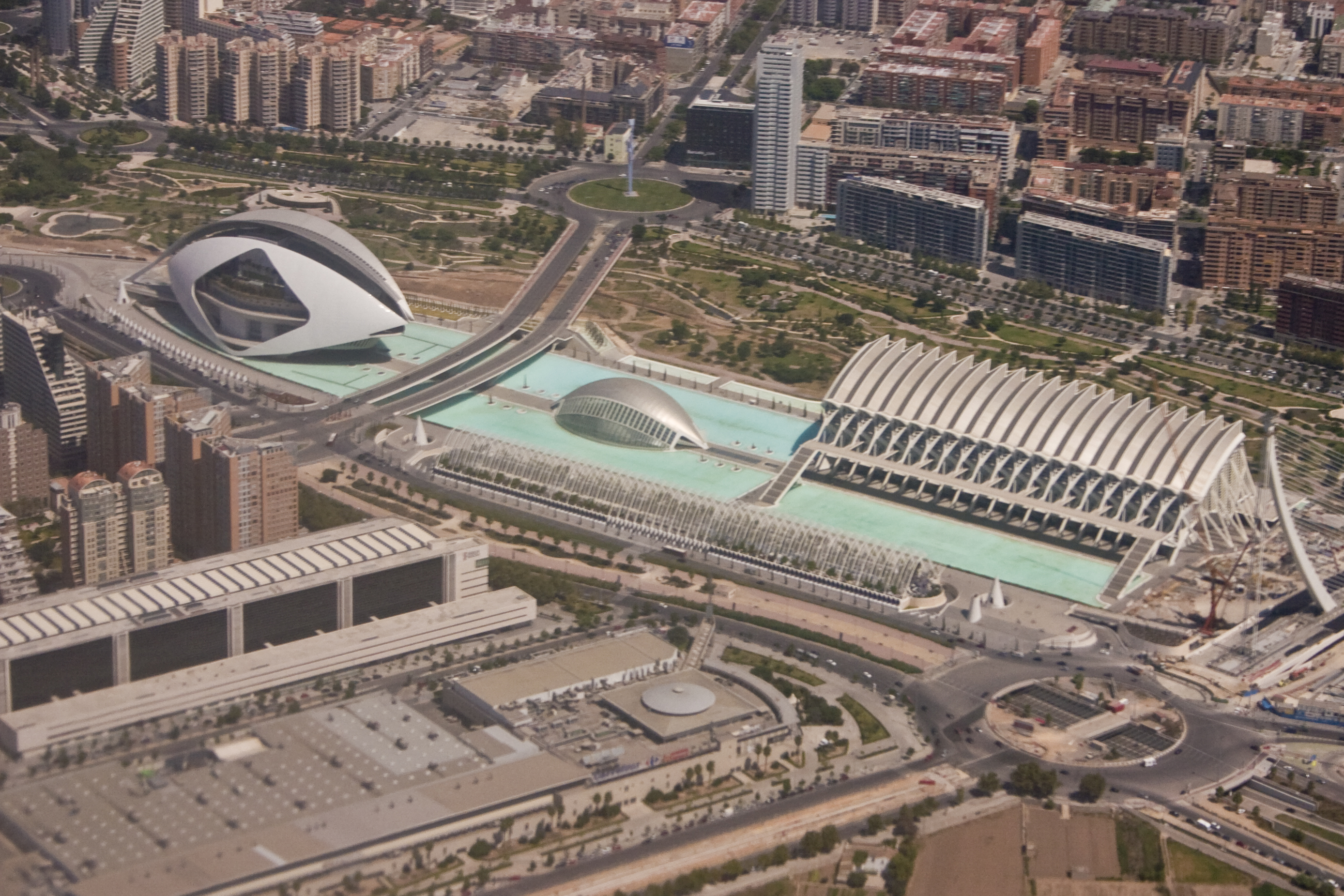
芸術科学都市の全景

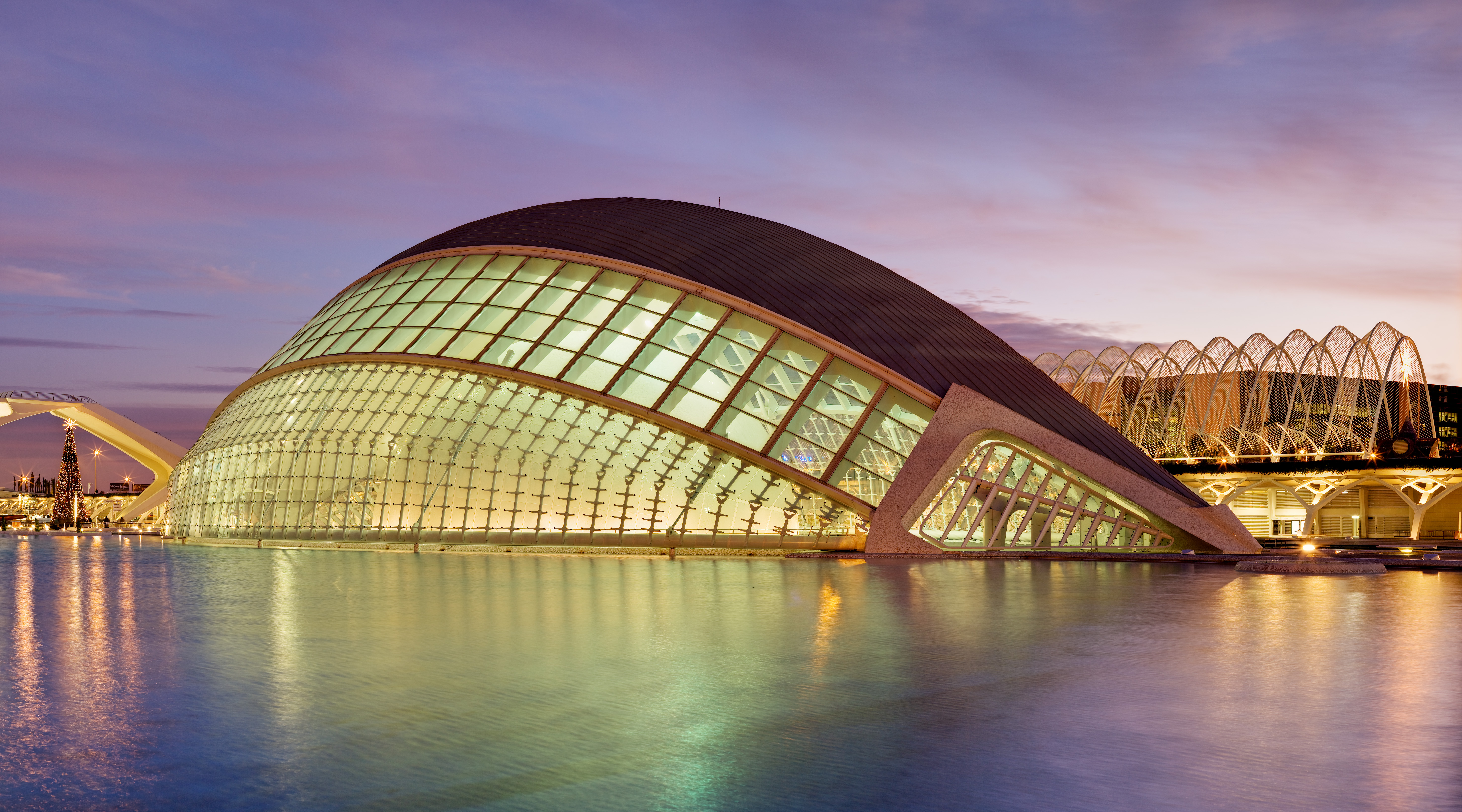
レミスフェリック（L'Hemisfèric）

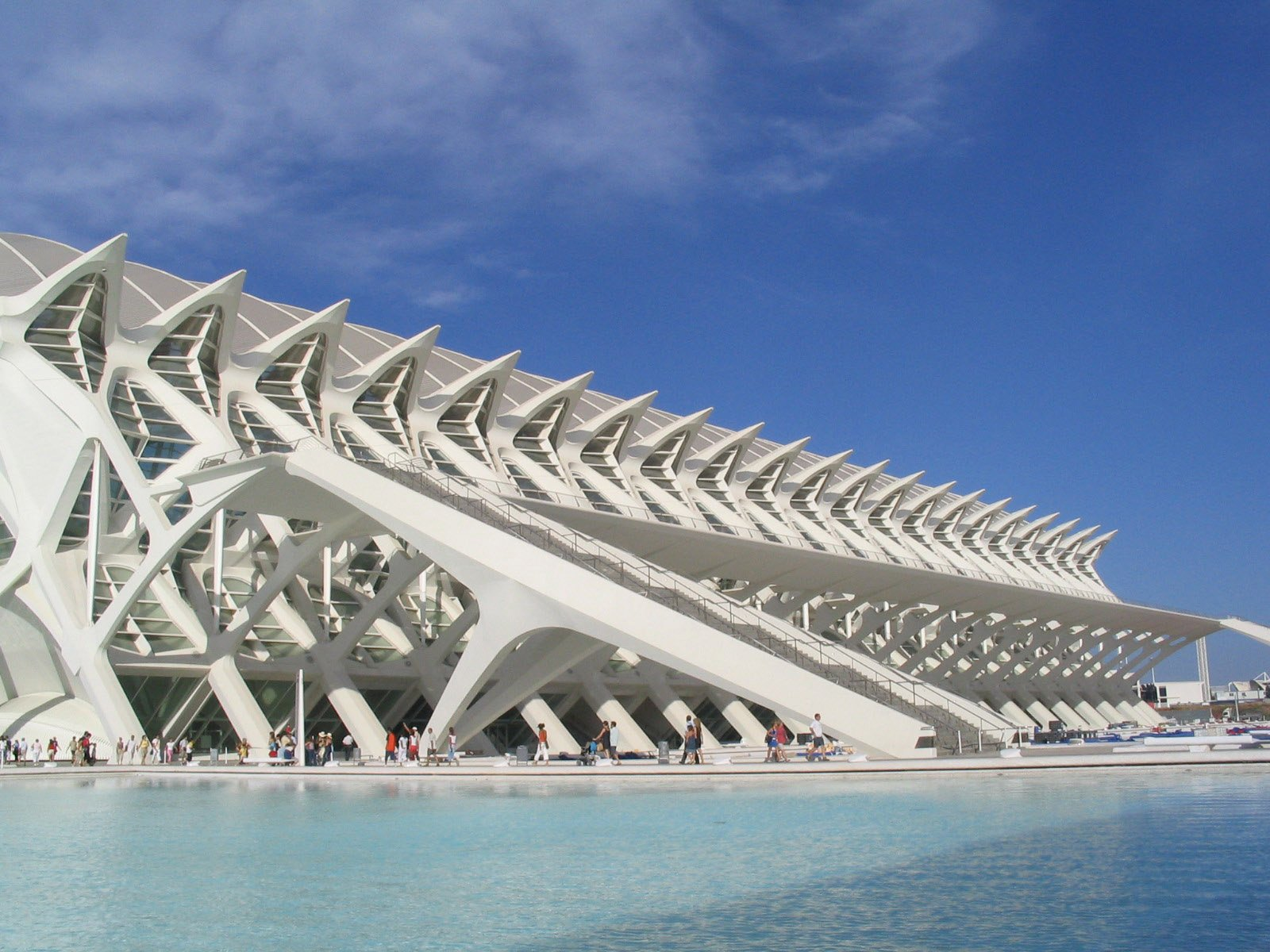
フェリペ王子科学博物館

芸術科学都市（バレンシア語：Ciutat de les Arts i les Ciències、スペイン語：Ciudad de las Artes y las Ciencias）は、スペインのバレンシアにある科学教育と芸術のための施設の複合体。1957年に大洪水を起こしたため付け替えられ1980年に公園となったトゥリア川の旧い川床に、5つの印象的な現代建築群が連なっている。
設計者はバレンシア生まれの建築家・構造技術者サンティアゴ・カラトラバ。1996年7月に建設が始まり、1998年4月16日にプラネタリウム・IMAXシアターの「レミスフェリック」（L'Hemisfèric）が開館した。2005年10月9日にソフィア王妃芸術宮殿（El Palau de les Arts Reina Sofía）が一般に公開されすべての施設が完成したが、ソフィア王妃芸術宮殿の公演開始は2006年秋にずれ込んでいる。
芸術科学都市は次の施設から成り立っている（カッコ内はバレンシア語名称）。バレンシア州が造ったこれらの施設はいずれもヨーロッパ最大級の規模を誇り、多くの観光客を集めている。
- ソフィア王妃芸術宮殿（El Palau de les Arts Reina Sofía） - オペラハウス、および劇場（パフォーミングアーツ・センター）
- レミスフェリック（L'Hemisfèric） - 13,000m2の広さのIMAXシアター、プラネタリウム、レザリアム
- ルンブラクレ（L'Umbracle） - 散策路、バレンシア固有の植物種の植えられた庭園、オノ・ヨーコらの彫刻のある彫刻庭園
- フェリペ王子科学博物館（El Museu de les Ciències Príncipe Felipe） - 科学博物館、40,000m2の広さでインタラクティブな展示を行う
- オセアノグラフィック（L'Oceanogràfic） - ヨーロッパ最大の水族館。この部分のみフェリックス・キャンデラの設計で、100,000m2の敷地に野外型の飼育・展示施設があり、500種以上の大小の海洋生物がいる

芸術科学都市は大きな池に囲まれており、昼間から夕方にかけて市民の憩いの場になっている。フェリペ王子科学博物館の屋外にはバーが営業しており宵にはにぎわう。

## ギャラリー

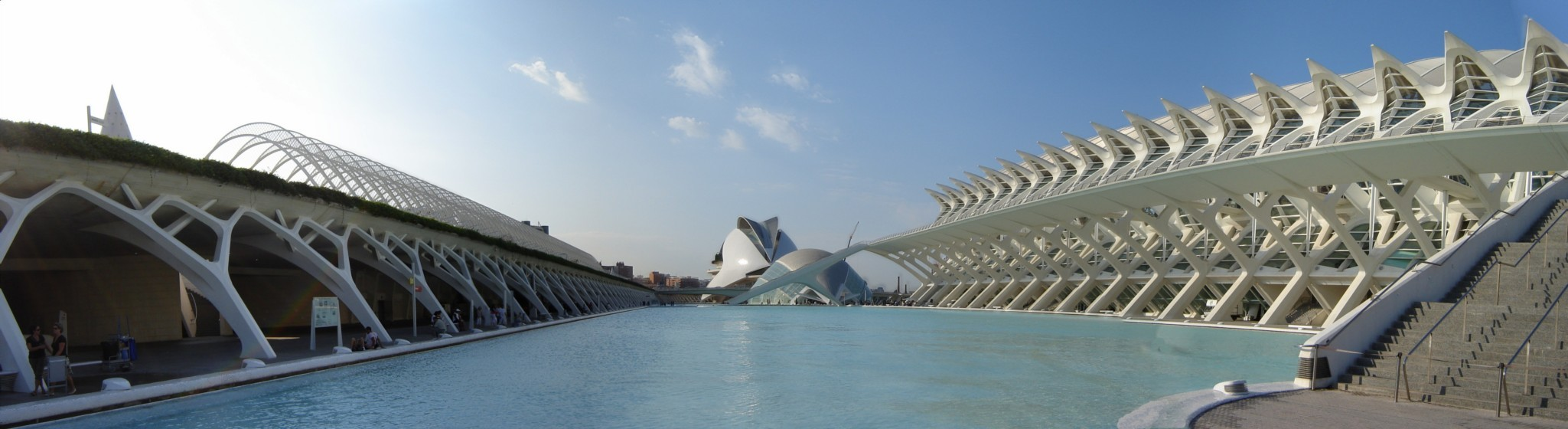
芸術科学都市のパノラマ
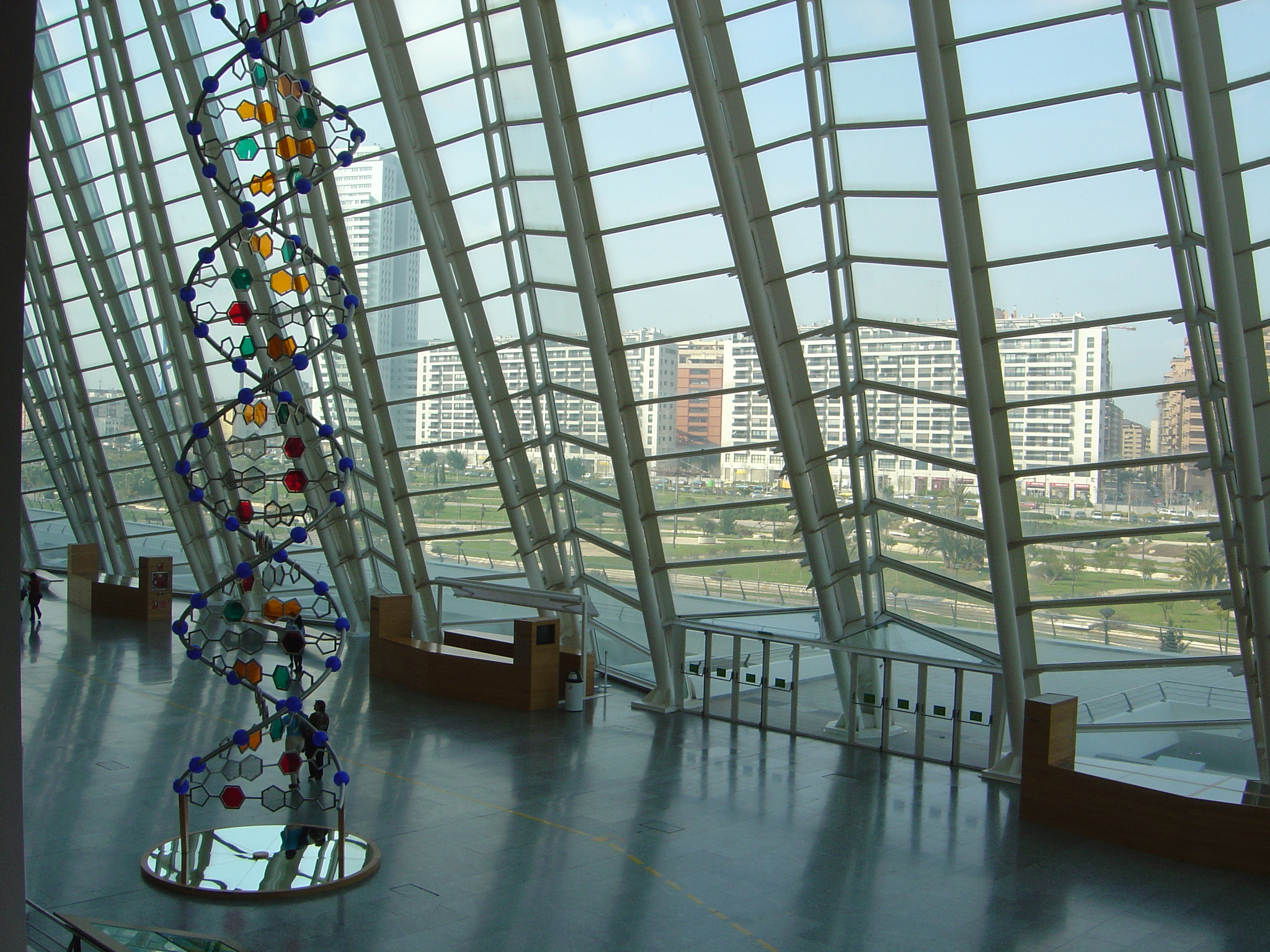
フェリペ王子科学博物館内部
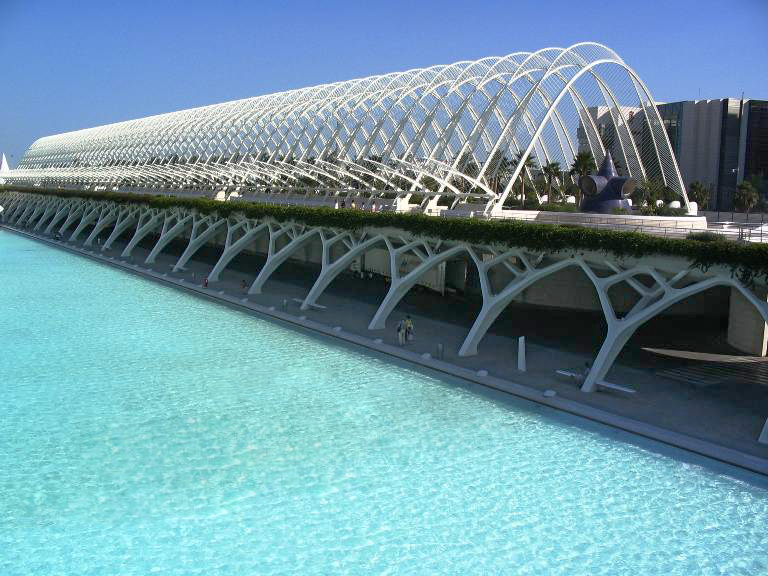
ルンブラクレ
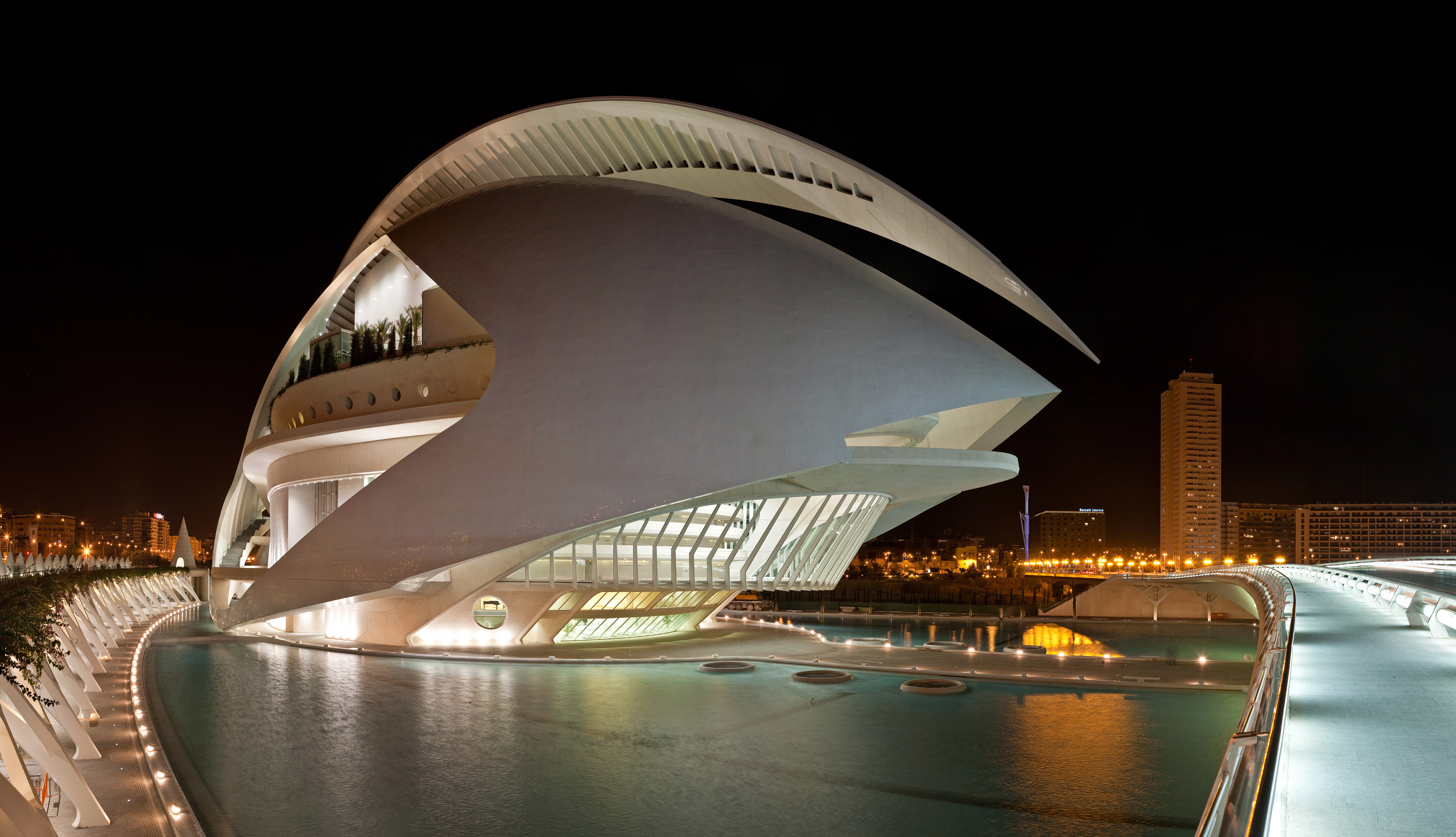
ソフィア王妃芸術宮殿
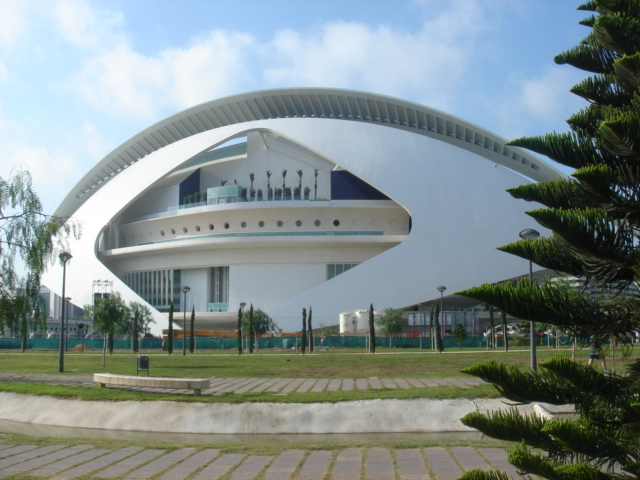
ソフィア王妃芸術宮殿
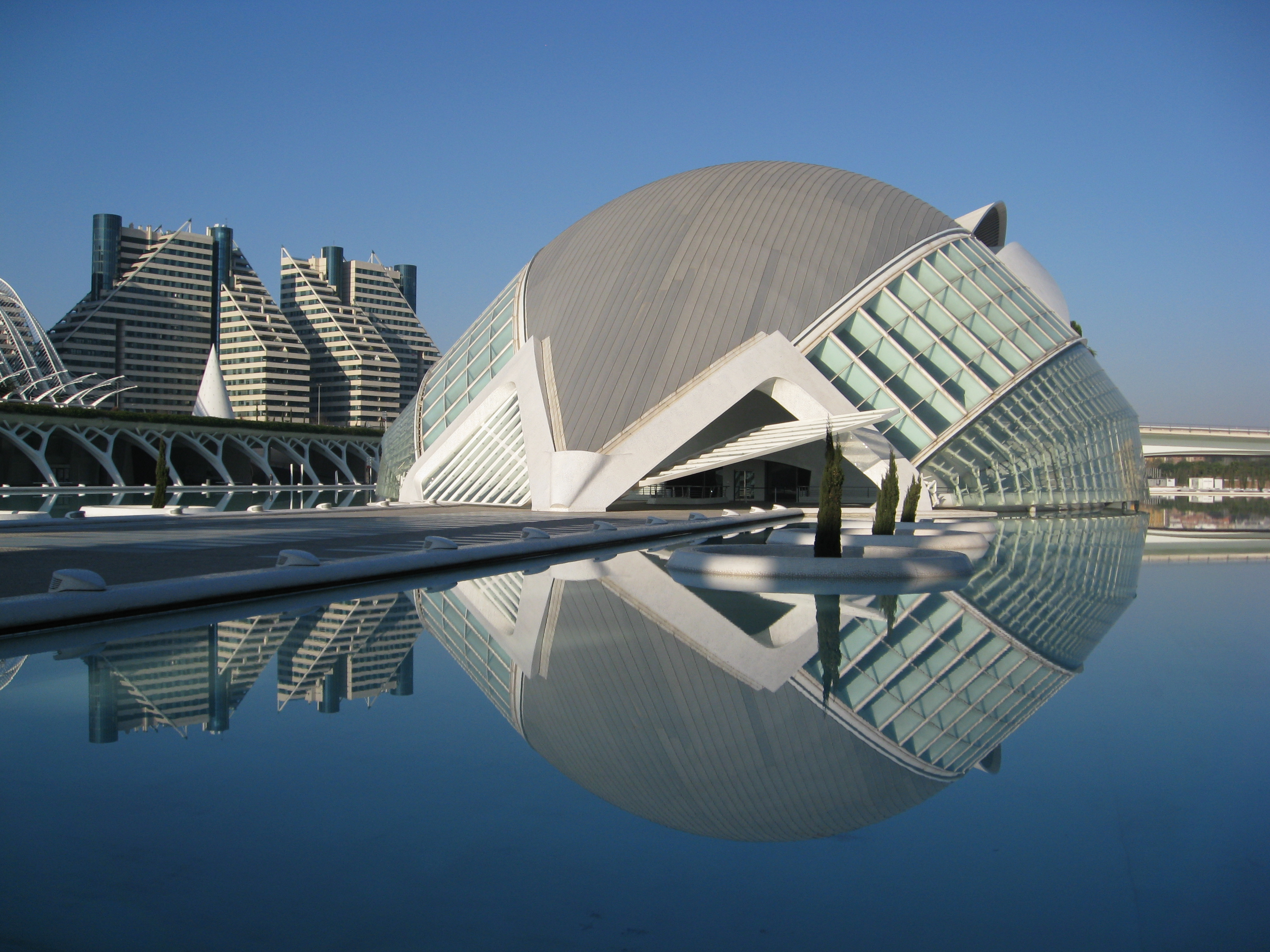
レミスフェリック
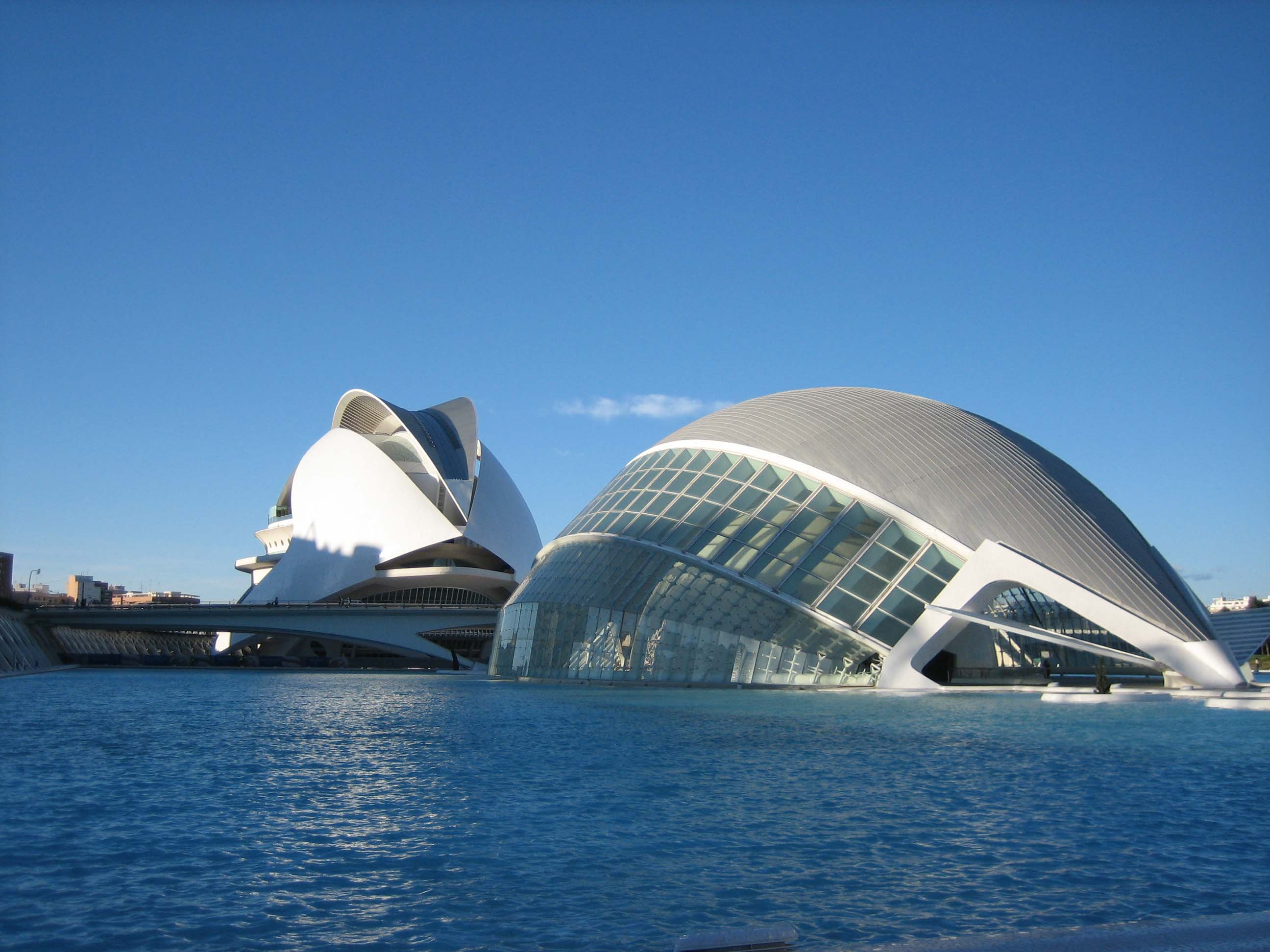
レミスフェリック
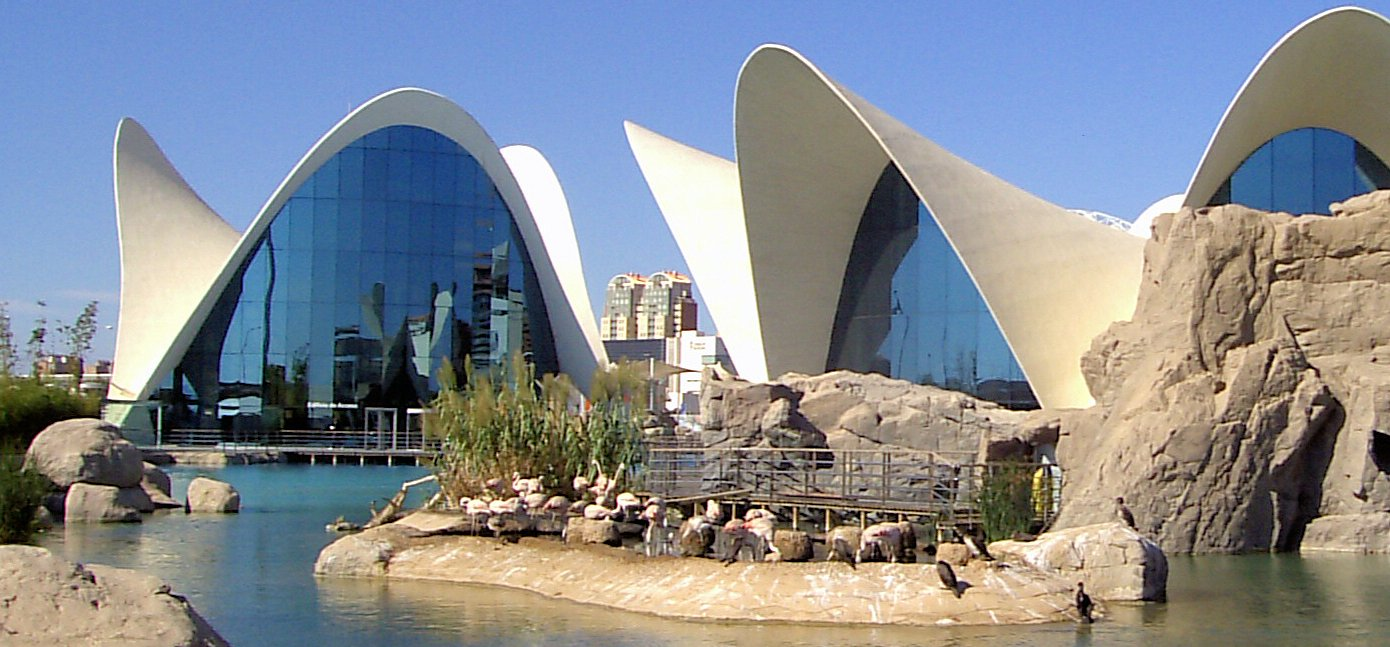
オセアノグラフィック